# Apacheria chiricahuensis
Apacheria chiricahuensis, jedina biljna vrsta u rodu Apacheria, porodica Crossosomataceae, koja raste u stjenovitim pustinjskim staništima Arizone (okrug Cochise), i Novog Meksika (okruzi Hidalgo, Sierra, i Socorro) koji su nekada bili naseljeni Apačima, po čemu je rod i dobio ime.
A. chiricahuensis je lokalno puznata kao Cliff brittlebush i “apački grm”. To je grm koji naraste do pola metra visine, sitnih bijeli do krem boje cvjetova, s 4 latice dugih 4 do 5 mm.
Ime roda dolazi po Indijancima Apačima, a ime vrste po apačkom plemenu Chiricahua.

## Vanjske poveznice
- Apacheria chiricahuensis C.T.Mason